# Sødgræs
Slægten Sødgræs (Glyceria) er udbredt med ca. 40 arter i Europa, Nordafrika, Asien og Nordamerika. Det er flerårige græsser, hos mange af arterne med jordstængler. Stænglerne er oprette eller knæbøjet-oprette, de har flere knæ, og de er hårløse. Bladpladerne er oftest flade, tilspidsede eller bredt afrundede. Blomsterstandene er store, åbne til lukkede toppe. Småaksene er tre- til mangeblomstrede med tvekønnede blomster. De har tre eller mere ualmindeligt: to støvdragere og en hårløs frugtknude med fjeragtige støvfang. Frøene er aflangt ægformde til omvendt ægformede og hårløse, og flere af arterne har store, sødtsmagende kerner.
| Beskrevne arter |

- Tandet sødgræs (Glyceria declinata)
- Mannasødgræs (Glyceria fluitans)
- Høj sødgræs (Glyceria maxima)
- Butblomstret sødgræs (Glyceria plicata)

| Andre arter |

- Glyceria alnasteretum
- Glyceria canadensis
- Glyceria elata
- Glyceria grandis
- Glyceria ischyroneura
- Glyceria laxa
- Glyceria lithuanica
- Glyceria multiflora
- Glyceria nemoralis
- Glyceria notata
- Glyceria obtusa
- Glyceria occidentalis
- Glyceria pulchella
- Glyceria septentrionalis
- Glyceria striata
- Glyceria tonglensis